# Win32 스레드 정보 블록
TIB (Win32 Thread Information Block) (TIB)은 Win32의 자료 구조로서 현재 실행 중인 스레드에 대한 정보를 저장하고 있다. 이 구조체는 또한 스레드 환경 블록 (TEB: Thread Environment Block)으로도 알려져 있다.
이 TIB는 공식적으로 윈도 9x에서는 문서화되어 있지 않다. 윈도 NT 시리즈 DDK는 하위 시스템 독립적인 부분을 문서화한 winnt.h에 NT_TIB 구조체를 포함한다. 와인은 확장된 (구체적인 하위 시스템 부분의) TIB를 위한 선언을 포함한다. 수 많은 Win32 프로그램들은 실질적으로 API의 한 부분이라고 할 수 있는 이 문서화되지 않은 필드들을 사용한다. 특히 첫 번째 필드는 마이크로소프트의 자체 컴파일러에서 직접적으로 코드에 의한 참조가 일어난다.
TIB는 Win32 API를 호출하지 않고도 프로세스에 대한 많은 정보를 얻기 위해 사용될 수 있다. PEB를 가리키는 포인터를 통해서 IAT에 대한 접근, 프로세스 시작 인수, 이미지 이름 등을 얻을 수 있다.

## TIB의 내용 (32비트 윈도우)
| 위치                                    | 길이 | 윈도우 버전  | 설명 |
| --------------------------------------- | ---- | ------------ | --- |
| FS:[0x00]                               | 4    | Win9x and NT | 현재 Structured Exception Handling (SEH) 프레임                                                                   |
| FS:[0x04]                               | 4    | Win9x and NT | 스택 베이스 / 스택의 바닥 (높은 주소)                                                                             |
| FS:[0x08]                               | 4    | Win9x and NT | 스택 한계 / 스택의 천장 (낮은 주소)                                                                               |
| FS:[0x0C]                               | 4    | NT           | SubSystemTib |
| FS:[0x10]                               | 4    | NT           | Fiber data |
| FS:[0x14]                               | 4    | Win9x and NT | 임의 데이터 슬롯                                                                                                  |
| FS:[0x18]                               | 4    | Win9x and NT | Thread Environment Block                                                                                          |
| ---- NT subsystem 독립적인 부분 끝 ---- |      |              | |
| FS:[0x1C]                               | 4    | NT           | Environment Pointer                                                                                               |
| FS:[0x20]                               | 4    | NT           | 프로세스 ID (몇몇 윈도우 버전에서 이 필드는 'DebugContext'로 쓰인다.)                                             |
| FS:[0x24]                               | 4    | NT           | 현재 스레드 ID |
| FS:[0x28]                               | 4    | NT           | 활동중인 RPC 핸들                                                                                                 |
| FS:[0x2C]                               | 4    | Win9x and NT | thread-local storage 배열의 선형 주소                                                                             |
| FS:[0x30]                               | 4    | NT           | Process Environment Block (PEB)의 선형 주소                                                                       |
| FS:[0x34]                               | 4    | NT           | 마지막 오류 번호                                                                                                  |
| FS:[0x38]                               | 4    | NT           | Count of owned critical sections                                                                                  |
| FS:[0x3C]                               | 4    | NT           | CSR 클라이언트 스레드의 주소                                                                                      |
| FS:[0x40]                               | 4    | NT           | Win32 스레드 정보                                                                                                 |
| FS:[0x44]                               | 124  | NT, Wine     | Win32 클라이언트 정보 (NT), user32 private data (Wine), 0x60 = LastError (Win95), 0x74 = LastError (WinME)        |
| FS:[0xC0]                               | 4    | NT           | Reserved for Wow64. Wow64에서 FastSysCall에 대한 포인터를 포함한다.                                               |
| FS:[0xC4]                               | 4    | NT           | Current Locale |
| FS:[0xC8]                               | 4    | NT           | FP Software Status Register                                                                                       |
| FS:[0xCC]                               | 216  | NT, Wine     | Reserved for OS (NT), kernel32 private data (Wine) herein: FS:[0x124] 4 NT Pointer to KTHREAD (ETHREAD) structure |
| FS:[0x1A4]                              | 4    | NT           | 예외 코드 |
| FS:[0x1A8]                              | 18   | NT           | Activation context stack                                                                                          |
| FS:[0x1BC]                              | 24   | NT, Wine     | Spare bytes (NT), ntdll private data (Wine)                                                                       |
| FS:[0x1D4]                              | 40   | NT, Wine     | Reserved for OS (NT), ntdll private data (Wine)                                                                   |
| FS:[0x1FC]                              | 1248 | NT, Wine     | GDI TEB Batch (OS), vm86 private data (Wine)                                                                      |
| FS:[0x6DC]                              | 4    | NT           | GDI Region |
| FS:[0x6E0]                              | 4    | NT           | GDI 펜 |
| FS:[0x6E4]                              | 4    | NT           | GDI 브러시 |
| FS:[0x6E8]                              | 4    | NT           | Real Process ID                                                                                                   |
| FS:[0x6EC]                              | 4    | NT           | Real Thread ID |
| FS:[0x6F0]                              | 4    | NT           | GDI cached process handle                                                                                         |
| FS:[0x6F4]                              | 4    | NT           | GDI 클라이언트 프로세스 ID (PID)                                                                                  |
| FS:[0x6F8]                              | 4    | NT           | GDI 클라이언트 스레드 ID (TID)                                                                                    |
| FS:[0x6FC]                              | 4    | NT           | GDI thread locale information                                                                                     |
| FS:[0x700]                              | 20   | NT           | Reserved for user application                                                                                     |
| FS:[0x714]                              | 1248 | NT           | Reserved for GL                                                                                                   |
| FS:[0xBF4]                              | 4    | NT           | 마지막 상태 값 |
| FS:[0xBF8]                              | 532  | NT           | Static UNICODE_STRING buffer                                                                                      |
| FS:[0xE0C]                              | 4    | NT           | deallocation stack에 대한 포인터                                                                                  |
| FS:[0xE10]                              | 256  | NT           | TLS 슬롯, 슬롯 당 4 byte                                                                                          |
| FS:[0xF10]                              | 8    | NT           | TLS 링크 (LIST_ENTRY structure)                                                                                   |
| FS:[0xF18]                              | 4    | NT           | VDM |
| FS:[0xF1C]                              | 4    | NT           | Reserved for RPC                                                                                                  |
| FS:[0xF28]                              | 4    | NT           | 스레드 에러 모드(RtlSetThreadErrorMode)                                                                           |

FS는 TIB를 저장하는데, TDB(스레드 데이터 베이스)라고 알려진 데이터 블록에 내장되어 있다. TIB는 스레드에 관련된 예외 핸들링 체인과 TLS(thread local storage)에 대한 포인터를 포함한다.
노트: 위의 설명은 오직 x86 32비트 윈도우에서 설명하는 것이다. x86-64 (64-bit) 윈도우에서, GS (FS가 아니라)는 TIB를 가리키는 세그먼트 레지스터로 사용된다. 게다가 위 구조체의 몇몇 변수 슬롯들은 다른 크기를 가진다.

## TIB에 접근하기
현재 스레드의 TIB는 세그먼트 레지스터 FS (x86) 또는 GS (x64)의 오프셋으로 접근할 수 있다.
FS:[0]부터 오프셋으로 TIB 필드에 접근하는 것 대신 FS:[0x18]에 저장된 먼저 선형 자기 참조 포인터를 가지는 것이 TIB 필드에 접근하는 보편적인 방식이다. 이 포인터는 포인터 연산 등에 사용될 수 있다.

32-bit x86에서의 C inlined-assembly 예시:
```
// gcc (AT&T-style inline assembly).

void
 
*
getTIB
()
 
{

    
void
 
*
pTIB
;

    
__asm__
(
"movl %%fs:0x18, %0"
 
:
 
"=r"
 
(
pTIB
)
 
:
 
:
 
);

    
return
 
pTIB
;

}

```

```
// Microsoft C

void
 
*
getTIB
()
 
{

    
void
 
*
pTIB
;

    
__asm
 
{

        
mov
 
EAX
,
 
FS
:
[
0x18
]

        
mov
 
pTIB
,
 
EAX

    
}

    
return
 
pTIB
;

}

```

```
// Using Microsoft's intrinsics instead of inline assembly

void
 
*
getTIB
()
 
{

    
return
 
=
 
(
void
 
*
)
__readfsdword
(
0x18
);

}

```

## 같이 보기
- 마이크로소프트의 예외 처리 메커니즘(SEH)

## 관련 문헌
- Pietrek, Matt (1996년 3월). 《Windows 95 Programming Secrets》 (PDF). IDG. 136–138쪽. ISBN 1-56884-318-6. 2011년 5월 14일에 원본 문서 (PDF)에서 보존된 문서. 2010년 7월 17일에 확인함.